# José Antonio Fernández Hurtado
José Antonio Fernández Hurtado (Morelia, Michoacán, 2 de diciembre de 1952) es un religioso católico mexicano, desde el 26 de septiembre de 2014 fue Arzobispo de Durango, con anterioridad, entre 2005 y 2014 fue Obispo de Tuxtepec. Y a partir del 25 de enero de 2019 es Arzobispo Metropolitano de la Arquidiócesis de Tlalnepantla, sucediendo al Cardenal Carlos Aguiar Retes, Arzobispo Primado de México. El 29 de junio de 2019 recibe el Palio de manos del Papa Francisco.
José Antonio Fernández Hurtado realizó sus estudios sacerdotales básicos primero en el Seminario de Montezuma, Nuevo México y posteriormente en el Seminario Interregional de Tula, de donde egresó en 1973 y de 1974 a 1978 retornó a Moctezuma para realizar los estudios de teología.
El 14 de octubre de 1978 fue ordenado presbítero para la Diócesis de Tula por su obispo, José de Jesús Sahagún de la Parra. Desde su ordenación hasta 1985 se desempeñó como formador del Seminario Menor de Tula, de 1989 a 1989 estudia en la Universidad Pontificia Salesiana en Roma, donde obtuvo la Licenciatura de Ciencias de la Educación con especialidad en Catequesis y Jóvenes. A su regreso en 1990 es nombrado rector del Seminario Menor de Tula, además de secretario canciller de la Diócesis, de 1994 a 2005 fue vicario general de la Diócesis y a partir de 1996 párroco de la Catedral de Tula.
El 11 de febrero de 2005 el papa Juan Pablo II lo nombra Obispo de Tuxtepec, recibiendo la consagración episcopal el 11 de mayo del mismo año, y fungiendo como principal consagrante el Cardenal Norberto Rivera y Octavio Villegas Aguilar, Obispo de Tula y como co-consagrantes José Luis Chávez Botello, Arzobispo de Antequera (Oaxaca) y José Trinidad Medel Pérez, Arzobispo emérito de Durango.
El 26 de septiembre de 2014 el papa Francisco lo nombra Arzobispo de Durango. y a partir del 25 de enero de 2019 Arzobispo de Tlanepantla.
El 14 de septiembre ante el fallecimiento de Guillermo Ortiz Mondragon, Obispo de Cuautitlán, el papa Francisco lo nombró Administrador Apostólico de Cuautitlán.